# Borofeno

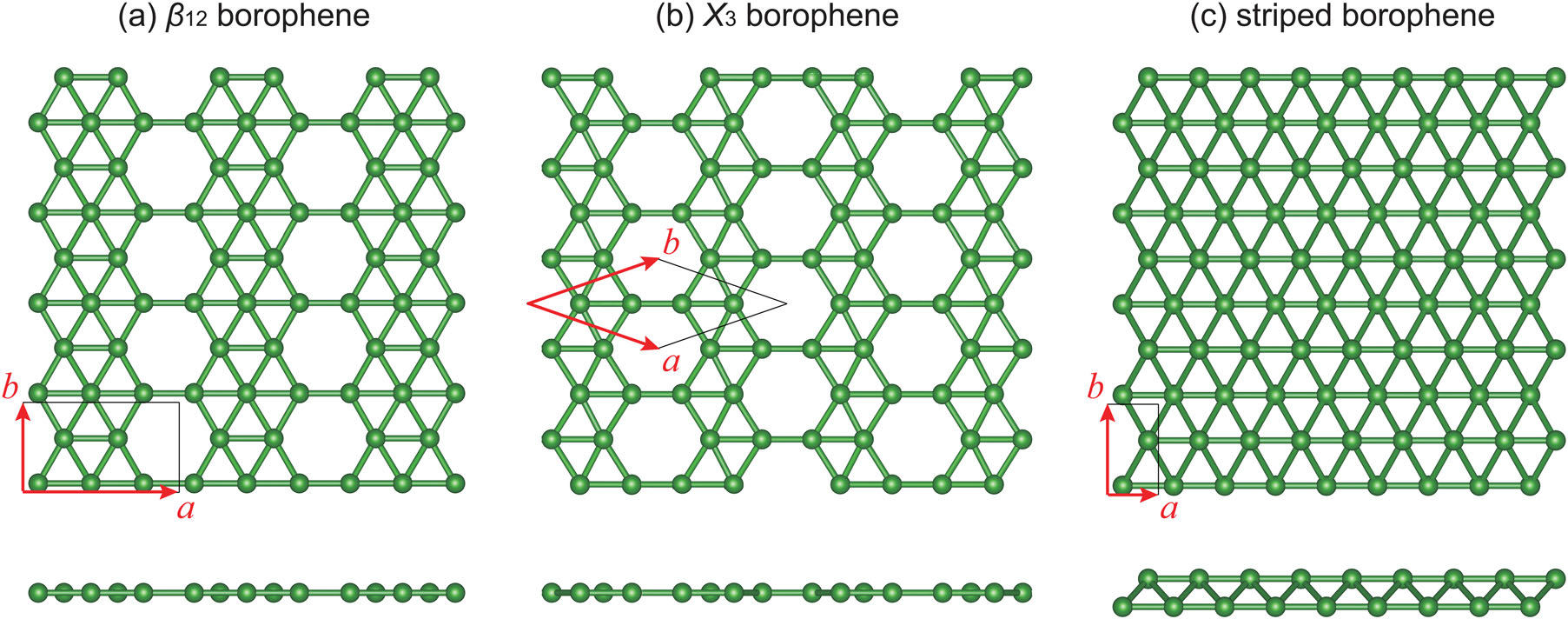
Diferentes estruturas obtidas do Borofeno. Os modelos são mistos de ligações triangulares e hexagonais.

O Borofeno é um composto alótropo ao Boro, com a forma de uma monocamada cristalina. Foi teorizado em meados da década de 1990,  com diferentes estruturas de Borofeno tendo sido experimentalmente confirmadas em 2015.

## Propriedades
Foram sintetizados em superfícies metálicas limpas sob condições de vácuo ultra-alto. A estrutura atômica é uma consequência da interação entre ligações de dois e múltiplos centros em um plano, o que é típico para elementos deficientes em elétrons como o boro. O Borofeno possui propriedades elásticas, mecânicas e condutoras superiores às do Grafeno; Além disso, sofre uma transição de fase estrutural sob carga de tração no plano devido à natureza do fluxo de sua ligação multi-cêntrica. 

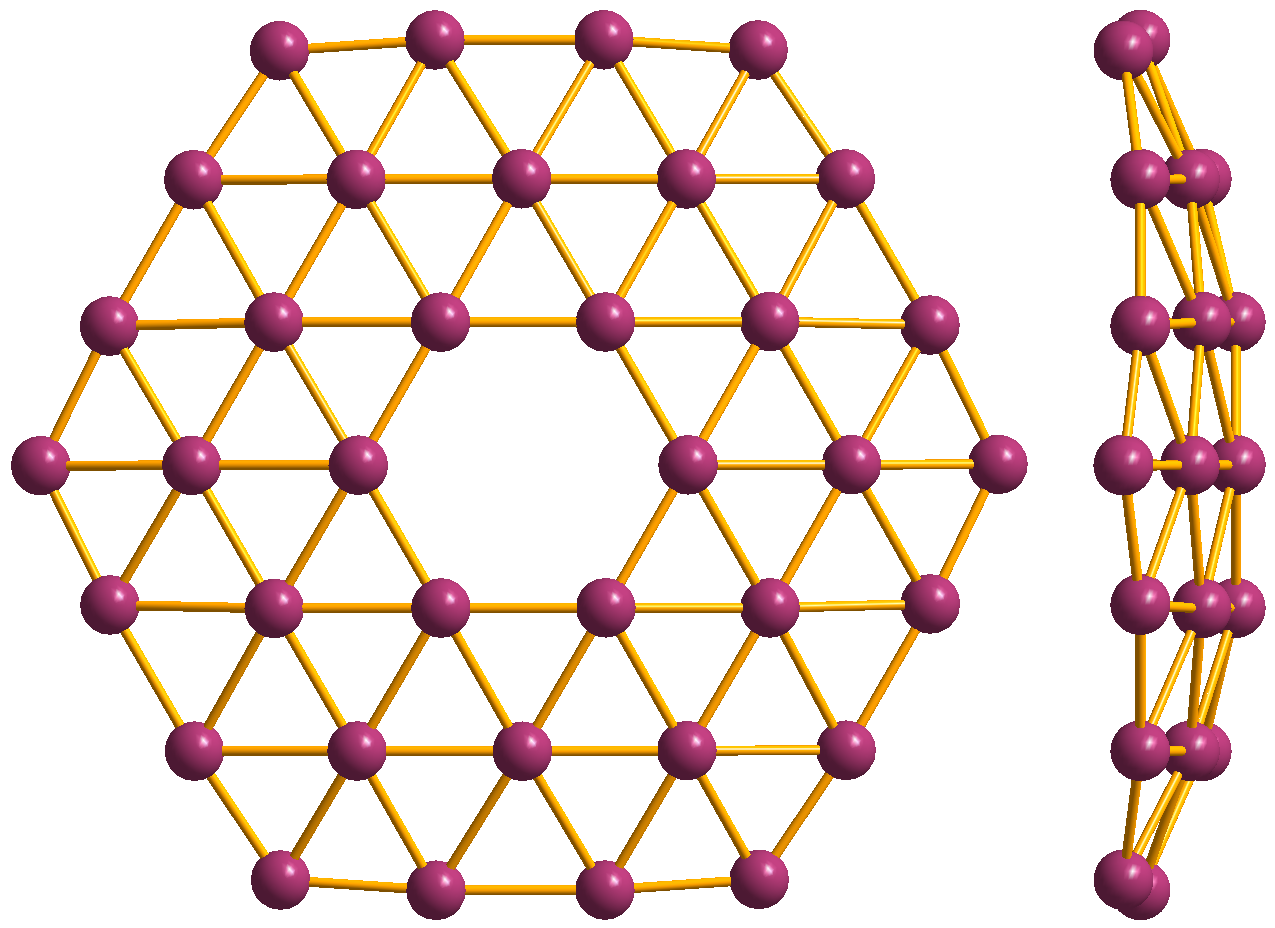
Estrutura frontal e lateral de Borofeno formada a partir do isótopo B^{36}.

## História
Estudos de I. Boustani e A. Quandt mostraram que pequenos aglomerados de boro não adotam geometrias icosaédricas, ao invés disso, eles se tornam quase planares. Isso levou à descoberta do chamado princípio de Aufbau, que prevê a existência de Borofeno, Fulereno de Boro  e nanotubos de Boro. 
Estudos adicionais mostraram que o Borofeno triangular estendido (Figura 1[c]) é metálico e adota uma geometria não planar e encurvada.  Estudos computacionais adicionais, iniciados pela previsão de um fulereno de boro B80 estável,  sugeriram que folhas de borofeno estendidas com estrutura de favo de mel e com orifícios hexagonais parcialmente preenchidos são estáveis. Essas estruturas de borofeno também foram previstas como metálicas. A chamada folha γ (também conhecida como borofeno β12 ou folha υ1/6) é mostrada na Figura 1(a). 
A forma plana dos grupos de Boro foi confirmada experimentalmente pela equipe de pesquisa de L.-S. Wang.  Mais tarde, eles mostraram que a estrutura de B36 é o menor aglomerado a possuir uma simetria de seis lados e um perfeito formato hexagonal, e pode ser visto como uma base potencial para folhas bidimensionais de Boro estendidas. 
Após a síntese de múltiplos grupos de Siliceno, previu-se que o Borofeno poderia ser realizado com o apoio de uma superfície metálica.  Em particular, a estrutura de treliça do Borofeno é mostrada como dependente da superfície do metal, exibindo uma desconexão daquela no estado livre.  Finalmente, em 2015, duas equipes de pesquisa conseguiram sintetizar diferentes fases de Borofeno em superfícies de Ag111 sob condições de vácuo muito alto. Até agora, o Borofeno existe apenas em substratos; sendo necessário maior estudo para transferi-lo para um substrato compatível. 
Espectroscopia de varredura por tunelamento indica que o Borofeno é de fato metálico. Isto está em contraste com formas alotrópicas de Boro a granel, que são semi-condutoras e marcadas por uma estrutura atômica baseada em B12 icosaédrico.